# 卡桑
卡桑（法語：Cassen）是法国朗德省的一个市镇，属于达克斯区（Dax）沙洛斯地区蒙特福尔县（Montfort-en-Chalosse）。该市镇总面积5.97平方公里，2009年时的人口为476人。

## 人口
卡桑人口变化图示